# Canon de 4 modèle 1858
Die Canon de 4 modèle 1858 (bekannt auch unter den Bezeichnungen Canon de campagne de 4, Canon rayé de 4, Canon de 4 Lahitte) war ein französisches Vorderlader-Feldgeschütz.
Konstrukteure waren Colonel Lahitte und Commandant Treuil de Baulieu.
Auf Anordnung von Kaiser Napoleon III. wurde das 4-Pfünder-Geschütz mit Bronzerohr und aus Holz gefertigter Feldlafette „mle 1858“ im Jahre 1858 eingeführt. Das System Lahitte verwendete 4 kg schwere Granaten.
Es wurde 1859 während des Sardinischen Krieges eingesetzt und war auch noch während des Deutsch-Französischen Krieges in der Verwendung, so in der Schlacht an der Hallue und bei der Belagerung von La Fère.
Neben der hölzernen Feldgeschützlafette standen eiserne Festungslafetten zur Verfügung:
- als Wallgeschütz mit Kastenholmlafette und großen Rädern
- als Kasemattgeschütz mit Rahmenlafette und kleinen Rädern

Die Geschütze wurden 1874 ausgesondert und durch die Canon Lahitolle de 95 mm und die Canon de 90 mm modèle 1877 ersetzt. Trotzdem waren bei Beginn des Ersten Weltkrieges noch Exemplare in verschiedenen Forts der Barrière de fer (so zum Beispiel im Fort du Saint-Michel (Toul)) vorhanden, sie wurden in den Kaponnieren zur Deckung der Gräben eingesetzt.

## Variante

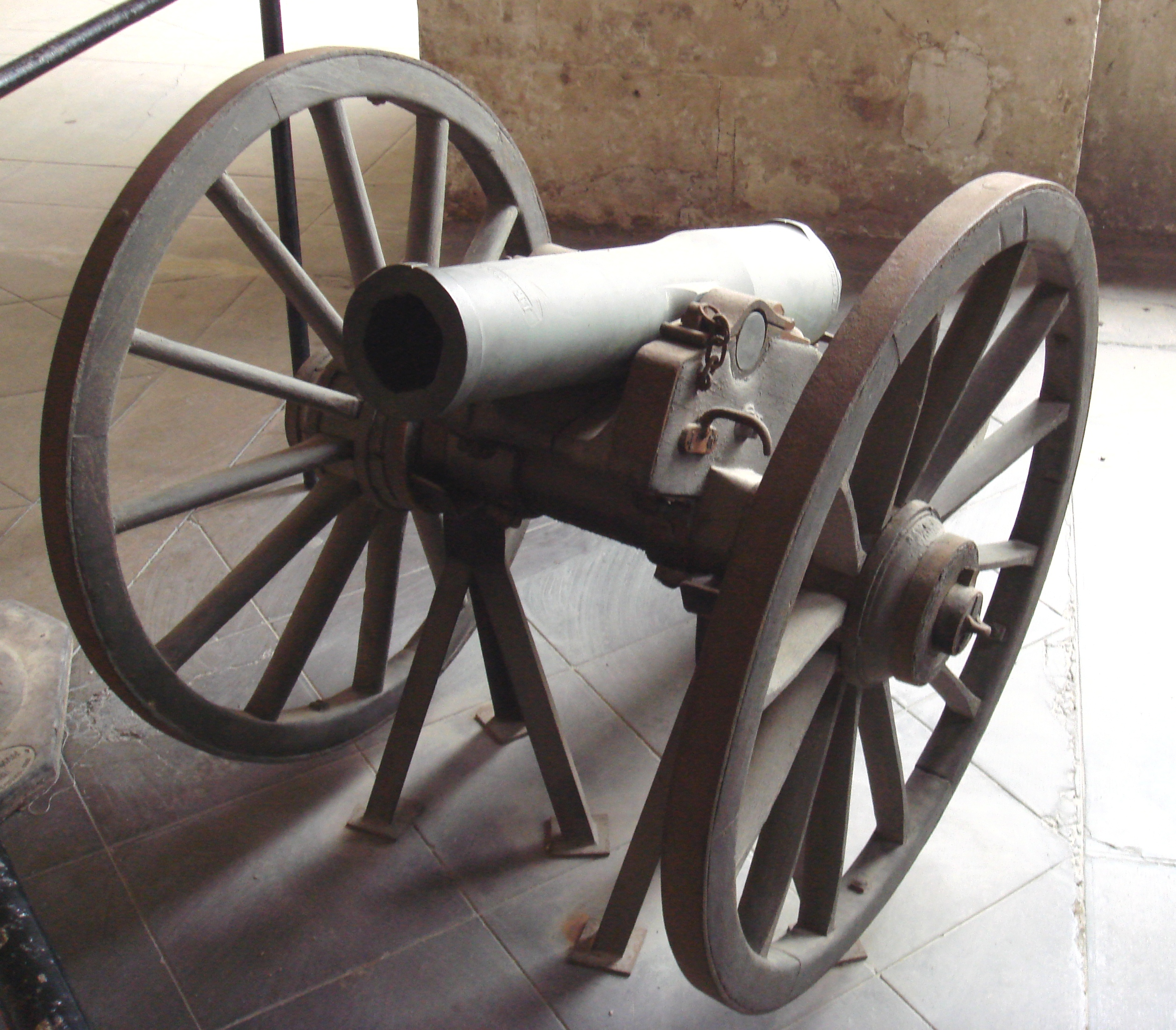
Canon de montagne de 4 (Gebirgsgeschütz) modèle 1859 Le Pétulant

Als Variante existierte ein kleiner dimensioniertes Gebirgsgeschütz (Canon de montagne de 4, modèle 1859).
- Kaliber: 86 mm
- Rohrlänge: 820 mm
- Gewicht des Rohres: 101 kg
- Gesamtgewicht: 208 kg
- Munition: Granate 4 kg